# Heurteauville
Heurteauville é uma comuna francesa na região administrativa da Normandia, no departamento de Sena Marítimo. Estende-se por uma área de 7,27 km². Em 2010 a comuna tinha 311 habitantes (densidade: 42,8 hab./km²).